# José Julián Gregorio López
José Julián Gregorio López, né le 16 janvier 1964 à Talavera de la Reina, est un homme politique espagnol membre du Parti populaire (PP).
Il est délégué du gouvernement en Castille-La Manche entre avril 2015 et juin 2018.

## Biographie

### Vie privée
José Julián Gregorio nait le 16 janvier 1964 à Talavera de la Reina.
Il est marié et père de quatre enfants.

### Formation et vie professionnelle
Étudiant de l'université complutense de Madrid, il est titulaire d'une licence en philologie hispanique. Il est chef de département à l'Institut d'études secondaires (IES) de Los Yébenes puis à l'IES Ramón Carande de Jerez de los Caballeros. Il obtient un poste de titulaire à l'IES Puerta Cuartos de Talavera de la Reina. De 2000 à 2011, il y est chef d'étude.

### Élu local
Il se présente sur la liste du PP conduite par Carmen Riolobos lors des élections municipales de 2003 à Talavera de la Reina et est élu conseiller municipal. En 2011, son ami Gonzalo Lago Viguera gagne les élections municipales et devient maire. En conséquence, Gregorio est nommé adjoint au maire, porte-parole du gouvernement local et conseiller à la Culture, aux Spectacles, aux Relations institutionnelles et au Régime intérieur. Il abandonne son activité enseignante. En février 2012, il est nommé sous-délégué du gouvernement dans la province de Tolède.

### Délégué du gouvernement
Le 11 avril 2015, il est nommé délégué du gouvernement en Castille-La Manche par le président du gouvernement Mariano Rajoy en remplacement de Jesús Labrador Encinas en poste depuis 2012. Il prend ses fonctions le 13 avril. Il devient président du PP de la province de Tolède en 2017.